# クリステン・ラウンケル

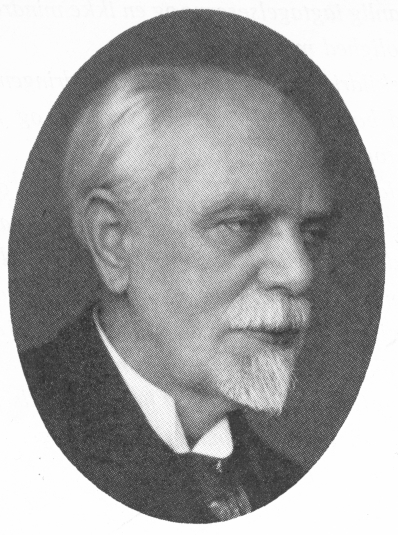
クリステン・ラウンケル

クリステン・ラウンケル（Christen Christiansen Raunkiær、1860年3月29日 - 1938年3月11日）はデンマークの植物生態学者である。冬芽の地表面からの高さで植物の生活形を分類し（ラウンケルの生活形、もしくは生活型とも）、群落内の種の分布を示す頻度の測定法を考案し、自然群落では頻度の両極端の種が多く、中間が少ないという「ラウンケルの法則」を唱えた。
姓の「Raunkiær」の日本での音訳は1960年初版の岩波の「岩波生物学辞典」でラウンケル表記が採用され、長くラウンケル表記が用いられてきたが、近年の生態学分野の論文では「ラウンケア」、「ラウンキエ」などの表記が用いられるほうが多くなっている。

## 略歴
西ユトランド、Lyne SognのRavnkærgårdという名の農園に生まれた。生まれた時の姓はハンセンで、生まれた農園の名前からラウンケルと名乗るようになり1912年に公式に改名した。コペンハーゲン大学で植物学を学び、1885年に修士の学位を得た。人文科学にも興味を持ち、1888年に作家のインゲボルグ（Ingeborg Marie Raunkiær、旧姓:Andersen:1863-1921）結婚した（1915年に離婚）。1900年から師範学校で教えた。国外での多くの調査旅行を行い、西インド諸島、サントドミンゴ（1905-1906）、イタリア、北アフリカ、スペイン、南フランス(1909-1910)を調査した。妻も同行し、論文のための図を描いた。
1908年にコペンハーゲン大学の植物学教授に就任し、1911年に生態学者、オイゲン・ワルミング（Eugen Warming）の後を継いで、植物学教授、コペンハーゲン大学植物園の園長となった。1923年までその職を続けた。
インゲボルクと離婚した後、同僚の植物学者、セデリン（Agnete Seidelin :1874-1956)と結婚するが離婚し、1925年にニールセン（Christine Farvine Nelly Nielsen）と結婚した。

## ラウンケルの生活形

ラウンケルの生活形分類

ラウンケルは植物の環境に対する生活形を、冬期の休眠中の休眠芽の位置などで次のように分類した。
- 地上植物（高位芽植物) - phanerophyte
- 地表植物（地上芽植物）- chamaephyte
- 半地中植物（地表芽植物）- hemicryptophyte
- 地中植物（隱芽植物（ドイツ語版））- cryptophyte  （球根・球茎（英語版）などの地中に芽を隠す状態で冬をやり過ごす）
  - 地下芽植物 - geophyte
  - 沼生植物 - helophyte
  - 水生植物 - hydrophyte
- 一年生植物 - therophyte　(冬を種の状態でやり過ごす植物)
- 着生植物 - Epiphytes
- 気生植物 - Aerophytes